# 三淵氏
三淵氏（みつぶちし）は、日本の氏族の一つ。清和源氏（河内源氏）足利将軍家の庶流と伝わる。室町時代から戦国時代にかけて室町幕府の奉公衆であった。水渕氏とも。

## 歴史
家祖の三淵持清は4代将軍足利義持の庶子とされ、また『綿考輯録』によると3代将軍義満の庶子（生母は細川氏）で義持の弟という。持清は義持から引付頭人に任じられ、山城国三淵郷（三淵庄、三淵邑とも）を所領として与えられたことから三淵を称したという。
ただ、『花営三代記』に5代将軍義量の近習として「三淵次郎持清」の名がしばしば現れるが、これと並行して同時期に前将軍義持に仕える「三淵掃部助」の記載もあり、またその前の義満期の近習として「三淵又三郎」も見えることから、持清より前に系譜が遡る可能性もある。子孫の細川忠興によれば、三淵の家祖は初代将軍尊氏の御落胤であると父の細川幽斎が兄弟姉妹と語り合うのを聞いたといい、そして同じ家名が他に無いように創作された「作り名字」であるという（ただし『綿考輯録』では山城国三淵邑が三淵氏の名前の由来とされている）。応仁の乱の東軍側将士の家紋を多く収載した『見聞諸家紋』には、三淵氏の家紋として足利氏と同じ二引両が記されている。
奉公衆には三淵氏が数名現れており、永享年間（1429年〜1441年）には三淵又次郎・三淵中務大輔、文安年間（1444年〜1449年）には三淵又三郎、長享元年（1487年）には三淵次郎清光、延徳2年（1490年）には三淵伊賀入道正運が見える。6代将軍義教の代に奉公衆が五番編成に整備されてからは一番に属した。その上、『康正造内裏段銭引付』には近江国□（闕）山荘と三河国荒井荘から段銭を徴収した三淵掃部助が確認できる。
江戸時代の末に編纂された『系図纂要』によれば「持清―晴重―晴政―晴貞―晴恒―晴員」と続いたというが、一方で9代将軍義尚による六角征伐に従軍した大名・幕臣を記す長享元年（1487年）の『常徳院殿様江州御動座当時在陣衆着到』には奉公衆一番の中に「三淵次郎清光」の名がある。その頃の当主とみられる「三淵伊賀入道正運」が播磨国印南郡内の所領を安堵された延徳2年（1490年）の記録があり、ごく近い親族だと思われる。存在がはっきりしている三淵晴員の諱（実名）が12代将軍義晴の偏諱を授かったものだとすると、それより前の「晴」を通字とする歴代の諱は創作とも考えられる。
三淵氏は戦国期に入って11代将軍義澄の代にも幕臣として活動していたが、永正5年（1508年）に前将軍義稙が復権して義澄が逐われた後の幕府の記録では確認できなくなる。義澄の遺児義晴は幼少時に播磨守護赤松氏の庇護の下にあり、大永元年（1521年）の義稙の再度の没落により12代将軍として京都に迎えられた。三淵晴員は和泉上守護細川元有の次男として生まれ、母方の伯父にあたる晴恒の養子となったとされるが、義晴に仕えて訴訟の取次や使者を務め、姉の清光院（佐子局）は義晴の側近女房中随一の存在として幕政に深く関与した。晴員には現存する三淵氏の諸系図には見えない「三淵孫三郎」という兄もいて、義晴の上洛後も播磨に在国して赤松氏との取次を務めている。伊賀入道正運の所領が播磨国内にあったことも考え合わせると、三淵氏は義晴が播磨に流遇していた頃から共に在国してその養育に深く関わり、清光院・晴員姉弟が孫三郎に代わって義晴に供奉して上洛し、その功労によって急速に将軍側近としての地位を高めたとみられる。
晴員の長男の藤英、次男の細川藤孝（幽斎）は13代将軍義輝に仕え、永禄の変後は義輝の弟の義昭を将軍に擁立するため織田信長の協力を得るなど奔走した。義昭が15代将軍になってからは幕政の運営に携わり幕府軍の将としても活躍したが、義昭と信長が不和になった後も、信長に属した弟の藤孝と異なり藤英は義昭に仕え続け、義昭が信長に追放された後に長男の秋豪と共に信長から自刃を命じられていったん滅亡した。
藤英の次男で、叔父の藤孝に養育されていた光行は徳川家康に仕えて家を再興し、近江国神崎郡1,000石（子の藤利（尚正）の代に所領を美濃国安八・本巣・山県三郡に移されて上総国山辺郡200石を加増される）を領して子孫は江戸幕府旗本として続いた。